# Tovallola

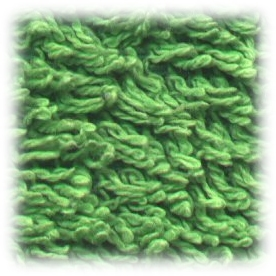
Vista ampliada de la tela de rus d'una tovallola

Una tovallola o tovalla és una peça de roba o tros de tela absorbent, habitualment de rus, generalment més llarga que ampla, l'ús principal de la qual és eixugar la humitat del cos humà mitjançant el contacte directe; pel que fa als objectes, s'eixuguen mitjançant draps.

## Menes de tovalloles

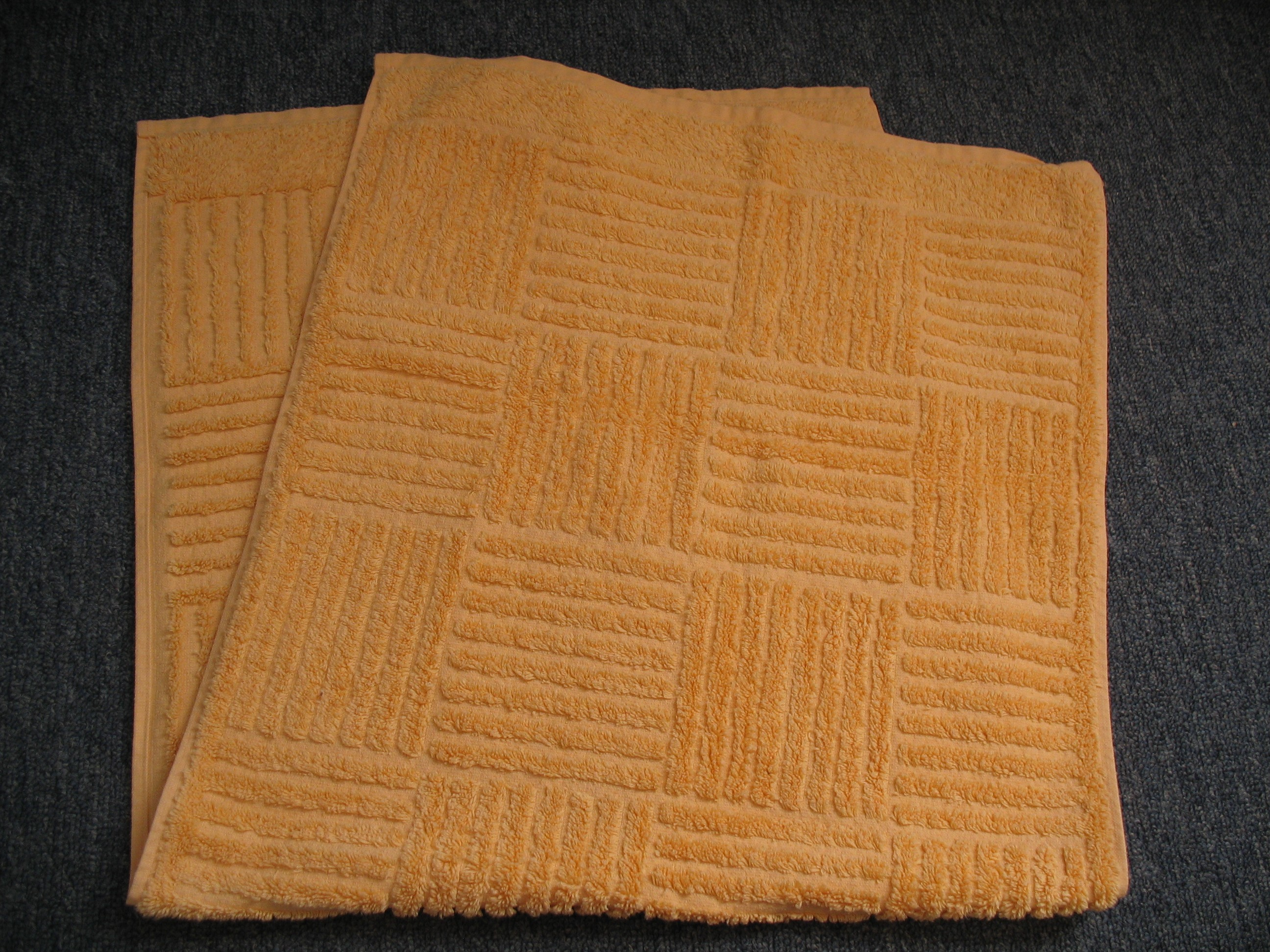
Tovallola de mà

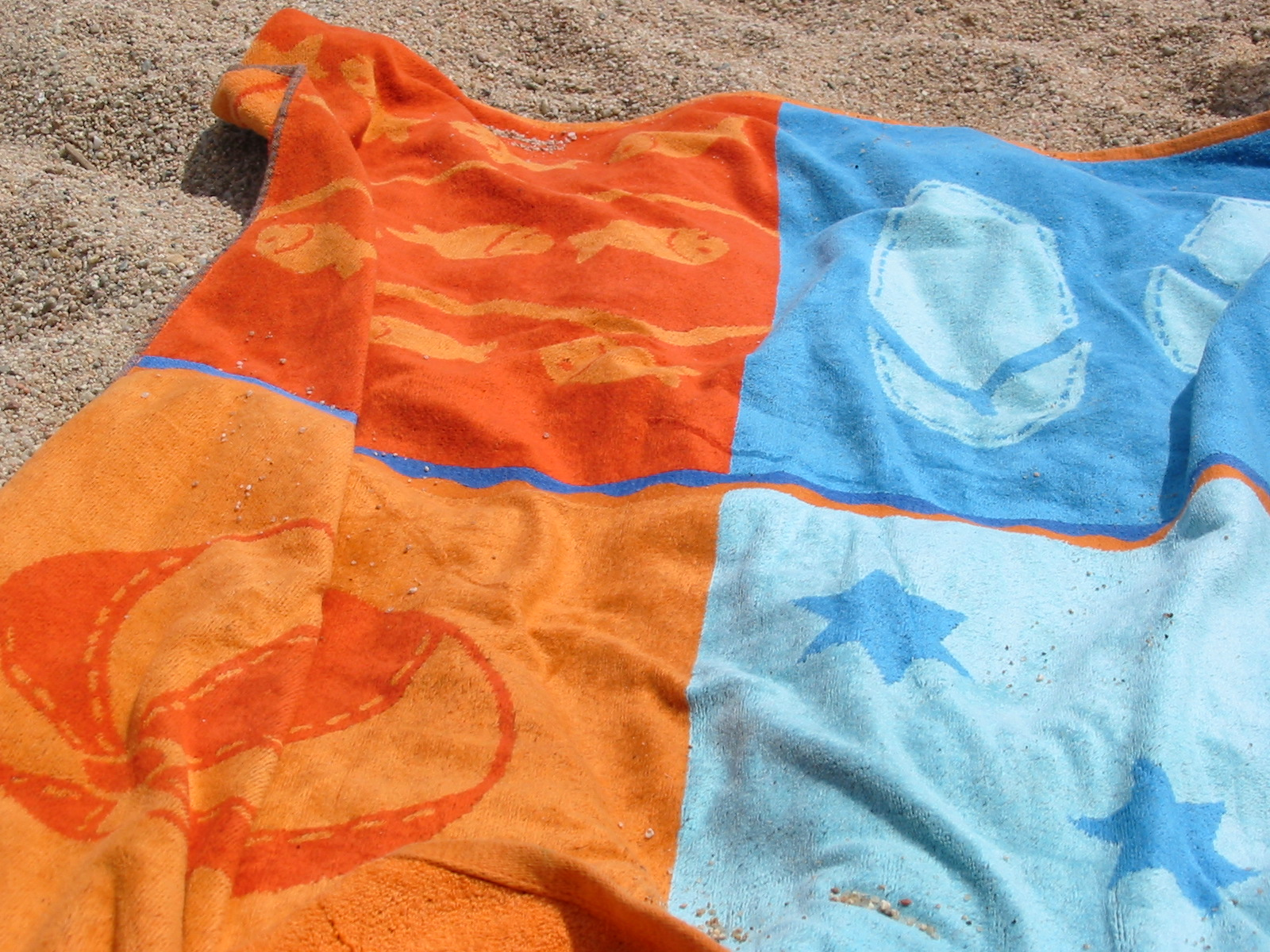
Tovallola de platja

- La tovallola de bany s'utilitza per eixugar el cos després de banyar-se o de dutxar-se. És generalment rectangular, amb una mida típica aproximada de 75 × 150 cm. Es fabriquen també algunes tovalloles de bany més petites per usar-les com a estores de bany amb la finalitat de donar suport als peus i no relliscar en sortir de la dutxa.
- La tovallola de platja és generalment una mica més grossa que una tovallola de bany. Encara que s'utilitza sovint per eixugar-se després d'haver de sortir de la mar o de la piscina, el seu propòsit principal és de fornir una superfície sobre la qual ajeure's. També es fan servir per preservar la intimitat mentre un es canvia de roba en un lloc públic i per a netejar la sorra del cos o dels objectes de platja. Les tovalloles de platja tenen sovint formes i coloraines impreses o teixides.
- La tovallola de mà és perceptiblement més petita que la tovallola de bany (potser 30 × 60 cm) i s'utilitza per a eixugar les mans després de rentar-se-les. Se sol penjar d'un tovalloler al costat del lavabo. Cal no confondre-la amb el drap de cuina (dit també pedaç de cuina, capçana, capçó, torcamans, manil o mandil) específic per a eixugar-se les mans. El fregall o fregador és un parrac, antigament d'espart, amb què es frega l'escurada, les rajoles, les parets, etc. Un agafador és el tros de roba gruixuda que serveix per a agafar coses calentes sense cremar-se.
- La tovallola de paper és un tros de paper que es pot utilitzar una vegada com a tovallola i després llençar-la; acostumen a anar en un rotlle i habitualment es poden separar per a cada ús mitjançant línies perforades. Les tovalloles de paper també es poden trobar empaquetades en dispensadors especials, doblegades i en unitats per a ús individual.
- La tovalloleta (o tovalleta) humida és una tovallola petita de cel·lulosa humitejada que serveix per a netejar-se la cara, les mans, etc., o per a la higiene íntima dels nadons.
- La tovallola compactada és una tovallola comprimida a altes pressions que aconsegueixen reduir el seu volum a un cilindre de 2 × 1 cm. Les tovalloletes recuperen la seva forma original (32 × 25 cm esteses) mantenint totes les seves propietats en humitejar-les amb un líquid. Tenen una densitat de fins a 50 g/m², amb un format de 2 cm de diàmetre × 1 cm d'alt. La seva textura és molt similar a la del cotó; el material, el raió, és 100% biodegradable i totalment reciclable, no és tòxic i s'ha esterilitzat.
- La tovallola absorbent, a l'origen de teixit però actualment feta amb diferents materials, sovint d'un sol ús, s'empra per exemple per a absorbir l'orina de les persones, especialment la gent gran i els nens. Rep també el nom de parapixats quan es tracta del teixit que es posa al llitet dels infants de bolquers.

## Usos alternatius

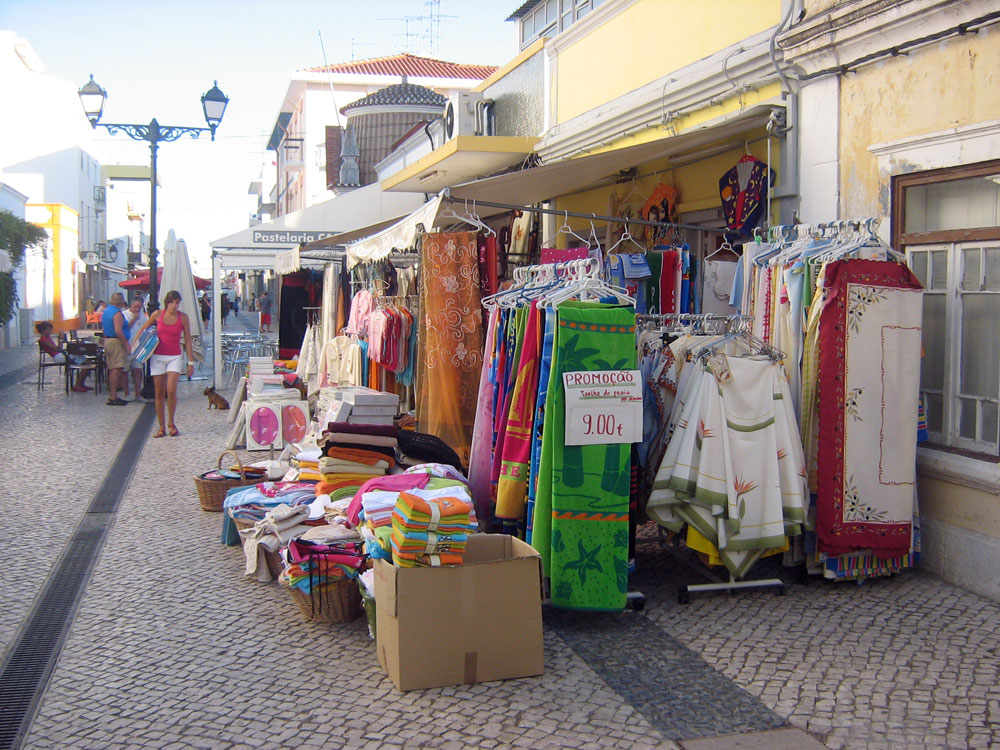
Típica botiga de tovalloles de Vila Real de Santo António

Les tovalloles tenen sovint usos diferents als d'eixugar coses o persones:
- Per seure, recolzar-se i ajeure's i evitar el contacte directe amb la terra, la roca, la cadira, etc. Això pot ser degut a raons d'higiene i comoditat, com a la sauna i en altres llocs on és comú anar nu.
- Els barbers utilitzen les tovalloles escalfades al vapor per preparar la pell en el moment d'afaitar.
- Per reservar les gandules, per exemple per prendre el sol, a la platja o vora la piscina.
- Una tovallola pot servir com a roba o flassada d'urgència.
- En certs països asiàtics, les tovalloles (més petites que les tovalloles de mà, generalment quadrades) s'utilitzen com a mocador. En porten tant els homes com les dones. Per la seva suavitat, les tovalloles de tipus turc són les favorites per a aquest ús.

## Cultura
Les tovalloles han inspirat idees curioses.
- Douglas Adams, al seu llibre Guia galàctica per a autostopistes, promet que una tovallola és la cosa més útil que pot portar un autostopista galàctic.
- Per honorar Douglas Adams, el 25 de maig és la diada de la tovallola i tots els admiradors de l'autor anglès han de portar tovalloles durant aquest dia.